# ニコラ・ヴェルモン
ニコラ・ヴェルモン（Nicolas Vermont、1979年10月12日 - ）は、フランスの男性キックボクサー。身長190cm、体重93.0kg。ファウコンジム所属。

## 来歴
2007年6月23日、K-1 WORLD GP 2007 IN AMSTERDAMで、澤屋敷純一と対戦。2R1分53秒、右ストレートでKO負け。

## 戦績
| 勝敗 | 対戦相手           | 試合結果                   | 大会名                         | 開催年月日     |
| ×    | カタリン・モロサヌ | 3R TKO                     | Local Kombat 28                | 2007年12月14日 |
| ×    | 澤屋敷純一         | 2R 1:53 KO（右ストレート） | K-1 WORLD GP 2007 IN AMSTERDAM | 2007年6月23日  |
| ×    | ゾルト・ベルタラン |                            | K-1 Hungary 2006 【1回戦】     | 2006年8月18日  |